# Józef Papkin
Józef Papkin – postać literacka, bohater komedii Zemsta (1834) Aleksandra Fredry; najbardziej komiczna postać w utworze.

## Wygląd i charakterystyka
Jest szczupły, niewysoki, wiotki. Dziwnie się ubiera: z francuska, z peruką, paraduje bez kontusza, w krótkich spodniach, kapeluszu, ze szpadą Artemizą przy boku i dwoma pistoletami pod pachą. Papkin jest kłamliwym, naiwnym, przebiegłym, gadatliwym, błazeńskim, tchórzliwym, impulsywnym samochwałą.

## Opis
Józef jest szlachcicem o słabym rodowodzie. Mieszka tymczasowo w zamku Cześnika i Rejenta. Niezbyt imponującą historię rodziny nadrabia opowiadaniem kłamstw i bujd o swym życiu, w czym odbija się jego prawdziwe oblicze – dwulicowego chwalipięty, podszytego tchórzem. Sam o sobie mówi „Jestem Papkin, lew Północy”, co dowodzi o jego skłonności do pustych przechwałek. Jego nazwisko pochodzi od słowa papka, co w staropolskim języku oznacza „resztki z pańskiego stołu” – znakomicie pasujące określenie, bowiem Papkin szuka łaski u Cześnika, by chwilę potem przymilać się również do Rejenta. Jeżeli Papkin miał kiedyś jakiekolwiek pieniądze, to najpewniej wszystkie przehulał. Gdyby nie Cześnik Raptusiewicz, Papkin cierpiałby głód. Jego jedynym majątkiem jest zastawiona kolekcja motyli, szpada oraz gitara angielska. Jest hipochondrykiem. Najlepszym tego przykładem jest sytuacja, w której Papkin dowiedział się, że Rejent rzekomo go otruł – Józef zaczął wówczas wymyślać sobie dolegliwości, płacząc przy tym nieprzerwanie. Zakochał się w Klarze, lecz nie miał u niej szans; szlachcianka, w odpowiedzi na jego oświadczyny, wymyśliła mu niewykonalne zadania do zrobienia. Papkin wnosi do komedii powiew dworskich klimatów, choć sam niewiele znaczy w świecie. Posiada miecz o nazwie Artemiza

## Józef Papkin a Cześnik Raptusiewicz
Z Cześnikiem Papkina łączą jakieś „dawne sprawki”, o czym świadczą słowa:
Rzecz to znana, iż w mej mocy
Kazać zamknąć waszmość pana
Za wiadome dawne sprawki.
Przez swą niewyjaśnioną do końca przeszłość, mimo szlacheckiego pochodzenia, Papkin musi usługiwać Cześnikowi. Cześnik żywi do niego wielkie zaufanie, o czym świadczyć może chociażby poproszenie Papkina, aby oświadczył się Podstolinie.

## Testament Papkina
Papkin, który myśli, że został otruty przez Rejenta Milczka, postanawia spisać testament. Cały swój majątek (gitarę angielską i zastawioną kolekcję motyli) przepisuje Klarze Raptusiewiczównie. Szpadę Artemizę, którą najpierw chciał dać Cześnikowi, przepisuje najdzielniejszemu rycerzowi w Europie, jeżeli ten postawi mu pomnik na jego grobie. Pod koniec utworu, gdy dowiaduje się, że Rejent go nie otruł, drze testament.

## Józef Papkin w ekranizacjach
- W filmowej ekranizacji Zemsty w reżyserii Antoniego Bohdziewicza i Bohdana Korzeniewskiego (z 1956 r.), w rolę Papkina wcielił się Tadeusz Kondrat.
- W filmowej ekranizacji Zemsty w reżyserii Andrzeja Wajdy (z 2002 r.), w rolę Papkina wcielił się Roman Polański.
- W Zemście Teatru Telewizji z 1972 r. w reżyserii Jana Świderskiego, w rolę Papkina wcielił się Wojciech Pokora[1].
- W Zemście Teatru Telewizji z 1994 r. w reżyserii Olgi Lipińskiej, w rolę Papkina wcielił się Jan Peszek[2][3].